# Guglielmo Fieschi

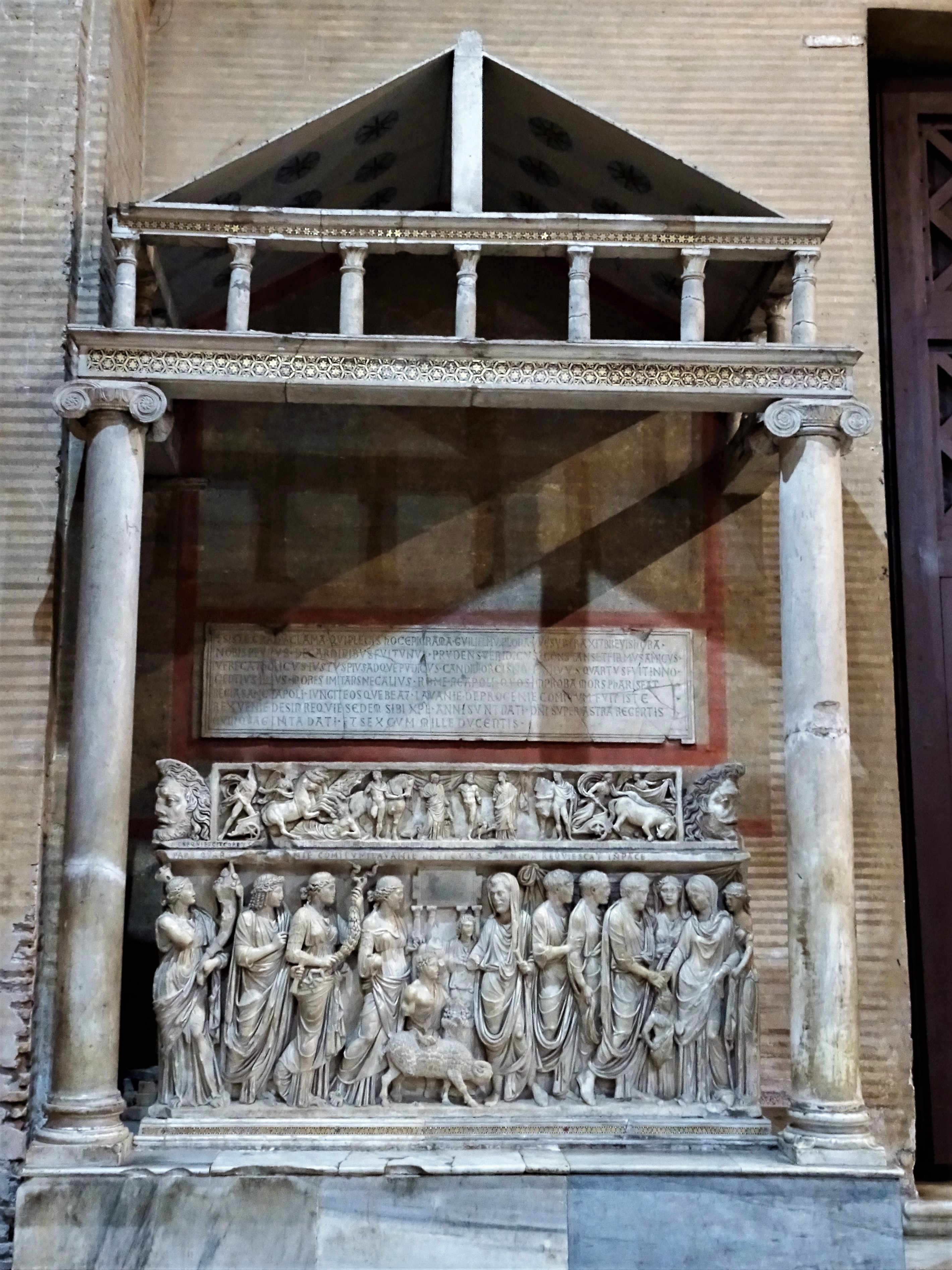
Tomba di Guglielmo Fieschi presso la Basilica di San Lorenzo fuori le Mura a Roma

Guglielmo Fieschi (Genova, 1210 circa – Roma, 23 marzo 1256) è stato un cardinale italiano.

## Biografia
Nacque a Genova attorno al 1210.
Papa Innocenzo IV lo elevò al rango di cardinale nel concistoro del 28 maggio 1244 con il titolo di cardinale diacono di Sant'Eustachio.
Morì improvvisamente il 23 marzo 1256. Le sue spoglie riposano presso la Basilica di San Lorenzo fuori le Mura a Roma.